# Eustachio White
Eustachio White (Louth, 1559 – Tyburn, 10 dicembre 1591) è stato un presbitero inglese; martirizzato sotto Elisabetta I, è venerato come santo dalla Chiesa cattolica ed è ricordato come uno dei santi quaranta martiri di Inghilterra e Galles.

## Biografia
Nato a Louth, nell'Inghilterra centro-orientale nel 1559 in una famiglia protestante, nel 1584 si convertì al cattolicesimo. Per la rabbia, il padre lo diseredò e lo cacciò di casa. Eustachio chiese aiuto ad altri cattolici e riuscì ad iscriversi al Collegio inglese nella cittadina francese di Reims. Fu ordinato sacerdote il 16 aprile 1588. Nel novembre dello stesso anno decise di partire in missione nella natia Inghilterra. Nello stesso anno, però, lo Stato inglese inasprì la persecuzione contro i cattolici. White partì lo stesso e svolse l'attività missionaria nel sud-ovest dell'isola.
Nel settembre 1591, mentre viaggiava a cavallo da una contea a un'altra, nel Dorset conobbe un signore con cui intavolò una discussione. Parlò anche della sua fede cattolica. L'uomo era in realtà una spia protestante e lo denunciò alle autorità. White fu arrestato. Prima di essere inviato a Londra per il processo, ebbe una disputa con un pastore protestante. Il pastore diceva che un passo biblico citato da White non esistesse. Fu concordata una disputatio. Il contraddittorio avvenne il giorno dopo nella pubblica piazza, com'era d'uso a quei tempi. Il sacerdote protestante, però, rifiutò di aprire la sua Bibbia per verificare se il passo esistesse o meno. Dal pubblico venne l'idea di inviare una petizione alla regina affinché liberasse il sacerdote.
Tutto ciò non avvenne: White fu condotto alla prigione di Bridewell e consegnato a Richard Topcliffe, uno dei più accaniti cacciatori di sacerdoti di tutto il Paese. Topcliffe, per costringere White a rivelare dove avesse celebrato Messa, lo sottopose a tortura: dapprima la cremagliera, poi il supplizio (simile alla crocifissione) di restare appeso per i polsi ammanettati. 
Fu lasciato languire in carcere in attesa di giudizio per tre mesi, durante i quali non gli fu portato da mangiare, come scrisse in una lettera inviata il 23 novembre al superiore dei Gesuiti inglesi. Il 4 dicembre fu processato insieme ad altri due sacerdoti, Edmund Gennings e Polydore Plasden, catturati entrambi a Londra da Topcliffe il 7 novembre. La giuria era già stata istruita sul verdetto che doveva emettere: impiccagione, sventramento e squartamento. La sentenza fu eseguita il 10 dicembre a Tyburn. Salito sul patibolo, a White fu concesso di rivolgersi alla folla prima dell'esecuzione:
White fu impiccato. Per crudeltà del suo carceriere, lo sventramento cominciò quando il sacerdote era ancora cosciente.
La sua memoria liturgica cade il 25 ottobre.

## Dalla lettera del 23 novembre 1591
(Da una lettera scritta a padre Henry Garnet dalla prigione il 23 novembre 1591. Citato da Padre Filippo Caraman in The Other Face, pp. 235-236.)